# رينزو بوسي
رينزو بوسي هو مدرب رياضة وسياسي إيطالي، ولد في 8 سبتمبر 1988 في فاريزي في إيطاليا. نشط حزبياً في رابطة الشمال.